# Saija (Vorname)
Saija ist ein weiblicher Vorname.

## Herkunft und Bedeutung
Der Name ist die finnische Verkleinerungsform von Sari.

## Bekannte Namensträgerinnen
- Saija Tarkki (* 1982), finnische Eishockeyspielerin